# Geertje Kuijntjes
Geertje Kuijntjes (ur. 19 lipca 1905 w Gorinchem, zm. 24 grudnia 2019) – holenderska superstulatka, była drugą w historii Holandii, po Hendrikje van Andel-Schipper, najstarszą żyjącą osobą w Holandii. Jej wiek został potwierdzony przez Gerontology Research Group.

## Życiorys
Była jednym z sześciorga rodzeństwa, z których tylko dwoje dożyło dorosłości – spośród pozostałych dwoje zmarło w wieku około trzech miesięcy, zaś pozostałe dwoje urodziło się martwych. Jej młodszy brat Arie zmarł w wieku 66 lat pod koniec 1976.
Przez całe życie mieszkała w Gorinchem i nigdy nie wyszła za mąż. Z zawodu była krawcową, co robiła do przejścia na emeryturę. Kuijntjes pomimo podeszłego wieku cieszyła się dobrym zdrowiem; w wieku 100 lat sama wyjechała na wakacje za granicę (ostatnio kiedy miała 102 lata) i do 105 roku życia nadal żyła samodzielnie w kompleksie mieszkaniowym De Lindenborg w centrum Gorcum. Kilka miesięcy przed swoimi 112 urodzinami wciąż była w stanie robić na drutach.
Po śmierci 112-letniej Grietje Jansen-Anker w 2009 roku, w wieku 112 lat i 31 dni, 20 sierpnia 2017 roku, Geertje stała się trzecią pod względem wieku mieszkanką Holandii. Natomiast 27 sierpnia 2015 roku, po śmierci Nelly de Vries-Lammerts, została najstarszą żyjącą Holenderką na świecie.
19 lipca 2018 roku Kuijntjes obchodziła swoje 113 urodziny i została pierwszą Holenderką od piętnastu lat, a trzecią w historii, która osiągnęła wiek 113 lat. Pierwszą 113-latką była Catharina van Dam-Groeneveld, która osiągnęła ten wiek w 2000 roku (zmarła 16 lutego 2001 roku w wieku 113 lat i 88 dni), natomiast Hendrikje van Andel-Schipper zmarła w 2005 roku, dożywając 115 lat i 62 dni. 25 września 2003 roku Hendrikje przekroczyła wiek wspomnianej Van Dam-Groeneveld, który wynosił 113 lat i 88 dni, tym samym bijąc jej 22-letni rekord jako najstarsza osoba z prowincji Południowa Holandia. Catharina została drugą wśród najstarszych Holenderek wszech czasów, po Van Andel-Schipper, a trzecią po pobiciu rekordu jej długowieczności 16 października 2018 roku przez Geertje Kuijntjes.
19 lipca 2019 roku obchodziła swoje 114. urodziny i stała się drugim Holendrem, który osiągnął ten wiek. Piętnaście lat wcześniej (29 czerwca 2004) jako pierwsza wiek ten osiągnęła Hendrikje van Andel-Schipper.
Znajduje się na dziewiątym miejscu na liście najstarszych potwierdzonych gerontologicznie żyjących osób z całego świata, które mają co najmniej 112 lat, i w dniu śmierci była trzecią pod względem wieku żyjącą osobą w Europie. Po jej śmierci tytuł najstarszej osoby w Holandii przejęła Anne Brasz-Later.